# Raquel de Queiroz
Raquel Braga de Queiroz (Brasília, 18 de maio de 1995), mais conhecida como Raquel de Queiroz, é uma atriz e bailarina brasileira

## Biografia
Nascida em Brasília, Raquel fazia aulas de balé desde o início de sua infância. Em 2006, aos nove anos de idade, foi chamada para participar de um teste. Com a aprovação do próprio autor, Manoel Carlos, fez parte do elenco de Páginas da Vida, interpretando Gisele na primeira fase da telenovela da Rede Globo. Posteriormente, seria indicada na categoria de Melhor atriz infantil no 9.º Prêmio Contigo!.
Em 2007, esteve no infantil Sítio do Picapau Amarelo dando vida a Narizinho. No ano seguinte, fez uma participação especial em Por Toda Minha Vida e na telenovela Três Irmãs como a personagem Zara, sendo seu mais recente trabalho como atriz na televisão.
Até o ano de 2020, Raquel de Queiroz trabalhava como professora de balé, quando se ausentou dessa atividade devido a pandemia de COVID-19. Queiroz solicitou o auxílio emergencial, benefício instituído pelo Governo Federal do Brasil, durante a crise sanitária.

## Carreira

### Televisão
- 2006 - Páginas da Vida - Gisele (criança)
- 2007 - Sítio do Picapau Amarelo - Narizinho
- 2008 - Por Toda Minha Vida - Dolores Duran (criança)
- 2008 - Três Irmãs - Zara

## Prêmios e indicações
Prêmio Contigo
- 2006 - Indicada como melhor atriz infantil, por Páginas da Vida